# Рицин (белтък)
Рицинът е проста, водоразтворима белтъчина (токсалбумин). Заедно с алкалоида рицинин, се съдържа в растението Рицин (Ricinus communis). Обикновено се извлича от остатъчните маси от производството на рициново масло. Съдържанието му е до 1% в семената и до 3% – в кюспето.

## Патогенеза
Токсалбуминът, попаднал в стомаха, има дразнещо действие, като предизвиква възпаление на стомашната и чревната лигавица. Попаднал в кръвта - предизвиква аглутинация на еритроцитите. Оказва и токсично действие върху нервната и сърдечно-съдовата система, уврежда бъбреците и черния дроб.

## Отравяне с рицин
Минимални количества от него водят до коремни болки, повръщане, диария, треска и смърт. Смъртоносната доза (при проникване в кръвта) е само 1 / 2 000 000 част от теглото на жертвата. Предполага се, че българският писател Георги Марков (покушението над него е извършено в Лондон през 1978 г.) е убит с рицин, инжектиран с миниатюрна сачма от въздушна пушка, замаскирана като чадър.
При говедата конюнктивите са клончесто зачервени. Пулсът е учестен и слаб. Телесната температура е слабо повишена. При конете се наблюдават силни колични болки и силен стремеж за движение напред. В отделни случаи заемат кучешка стойка. Дишането придобива спазматичен характер.